# Нуньес, Антонио
Антонио Нуньес Тена (исп. Antonio Núñez Tena; 15 января 1979, Мадрид) — испанский футболист, полузащитник. Ранее играл за мадридский «Реал» и «Ливерпуль».

## Биография
Нуньес начал свою футбольную карьеру в клубе «Сан-Федерико», а позднее перешёл в команду третьего дивизиона «Лас-Розас». В 2001 году он подписал контракт с клубом, за который он болел с детства — мадридским «Реалом». Проведя два сезона в резервной команде испанских гигантов, он наконец стал вызываться и в первый состав. В 2004 году, когда Майкл Оуэн неожиданно решил покинуть «Ливерпуль», чтобы присоединиться к «Реалу», тренер мерсисайдцев Рафаэль Бенитес выдвинул условие, по которому частью сделки по трансферу Оуэна в «Реал» должен был стать переход Нуньеса в обратном направлении.
Нуньес не смог сразу продемонстрировать в «Ливерпуле» максимум своих возможностей, так как на первой же тренировке в новой команде получил травму колена, из-за которой выбыл на три месяца. Дебют Антонио состоялся в матче с «Арсеналом» (2:1), в котором он вышел на замену. Однако игра Нуньеса в этом и последующих матчах поставила вопрос о том, соответствует ли он уровню своих партнёров.
В феврале 2005 Нуньес забил свой первый (и единственный) гол за «Ливерпуль» — в финале Кубка Лиги он поразил ворота «Челси», однако это не помешало «синим» выиграть со счётом 3:2. Тем самым Нуньес стал единственным игроком в истории «Ливерпуля», который забил лишь один гол, но сделал это в финале серьёзного турнира. Хотя уже летом 2005 года Антонио покинул «Ливерпуль» и вернулся в Испанию, он успел получить медаль победителя Лиги чемпионов, так как он принял участие в нескольких матчах кампании, а также был на скамейке запасных в финальном матче против «Милана» в Стамбуле (однако на поле он так и не вышел).
Перед началом сезона 2005/06 Нуньес перешёл в «Сельту», которая только что вернулась в высший дивизион страны. Проведя за «Сельту» 3 сезона, Антонио один год отыграл в «Мурсии».
В августе 2009 года Нуньес перешёл в кипрский клуб «Аполлон».

## Достижения
- Обладатель Суперкубка Испании (1): 2003
- Победитель Лиги чемпионов (1): 2004/05
- Финалист Кубка Лиги (1): 2004/05
- Обладатель Кубка Кипра (1): 2009/10